# 蓋爾羅德
蓋爾羅德，（英:Geirrod、Geirröd）是北歐神話中的一名霜巨人，他的兩個女兒是格嘉普（Gjalp）、 格蕾普（Greip）。
故事出現在《散文埃達》中：一日，化身為鷹的邪神洛基（Loki）被蓋爾羅德捉到，蓋爾羅德威脅洛基將雷神索爾（Thor）騙到他的宮殿裡，而且不能帶武器，洛基無奈，只好照做。索爾和洛基半路於女巨人格莉德（Grid）家中休憩──格莉德是奧丁（Odin）的情人之一──她趁洛基熟睡時，警告索爾這是一場騙局並把自己的不斷之杖、綁腿、鐵手套借給了他。到了蓋爾羅德的城堡，索爾先是殺了躲在椅子下準備陷害他的格嘉普和 格蕾普，在回頭殺了蓋爾羅德。
在《詩體埃達》則另外提到一名也叫蓋爾羅德的人類國王，是奧丁的養子，後來因為他為人殘酷而被奧丁給殺了。